# Suchowola
Suchowolaⓘ é um município no nordeste da Polônia. Pertence à voivodia da Podláquia, no condado de Sokółka, localizado no rio Olszanka. É a sede da comuna urbano-rural de Suchowola.
Suchowola consiste em duas sołectwo: Suchowola Białostocka (parte sul) e Suchowola Fabryczna (parte norte). Nas fronteiras de Suchowola também existe uma pequena parte periférica da cidade chamada Podgaje.
Estende-se por uma área de 26,0 km², com 2 015 habitantes, segundo o censo de 31 de dezembro de 2024, com uma densidade populacional de 78 hab./km².

## História

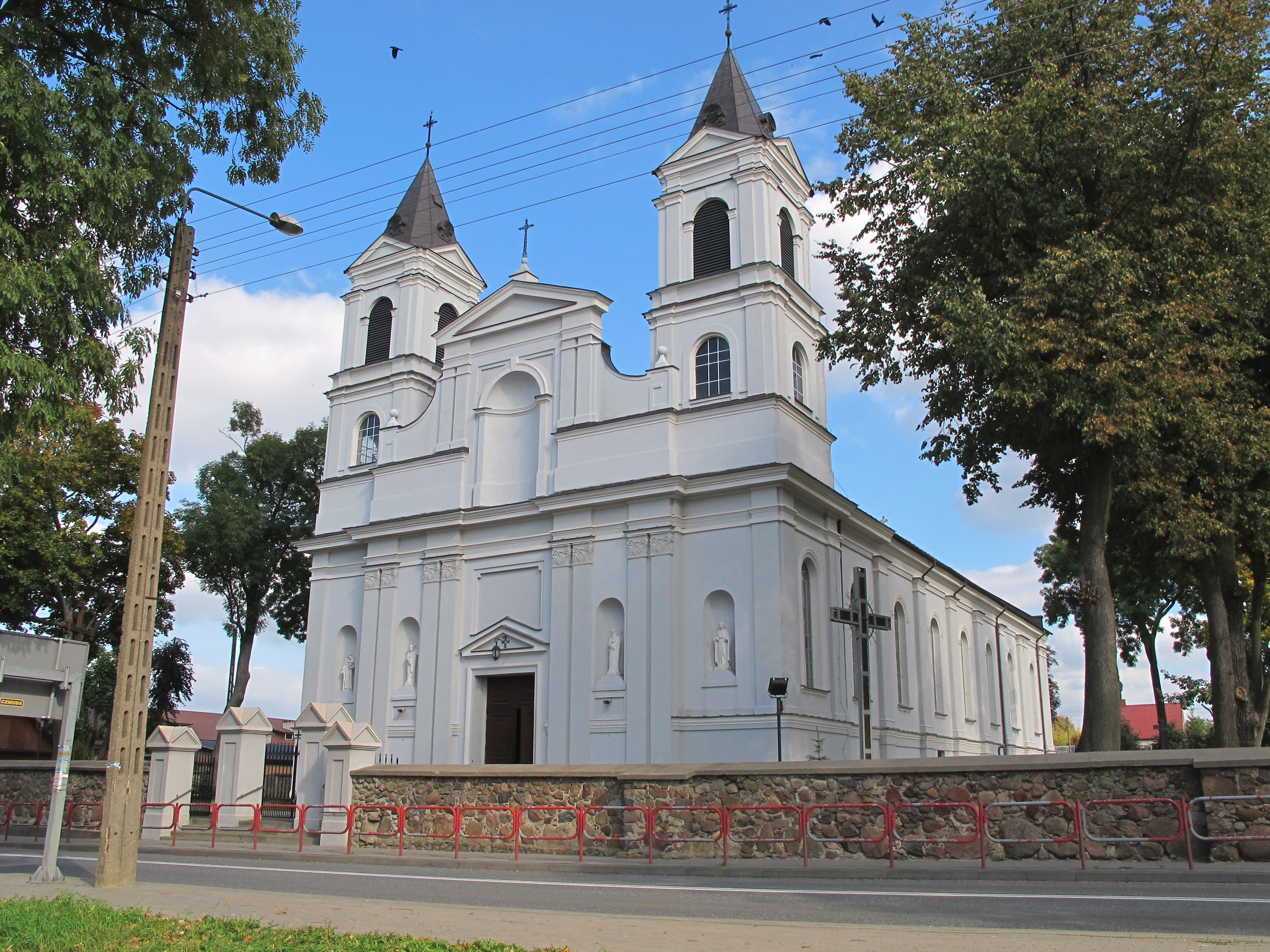
Igreja dos Santos Apóstolos Pedro e Paulo

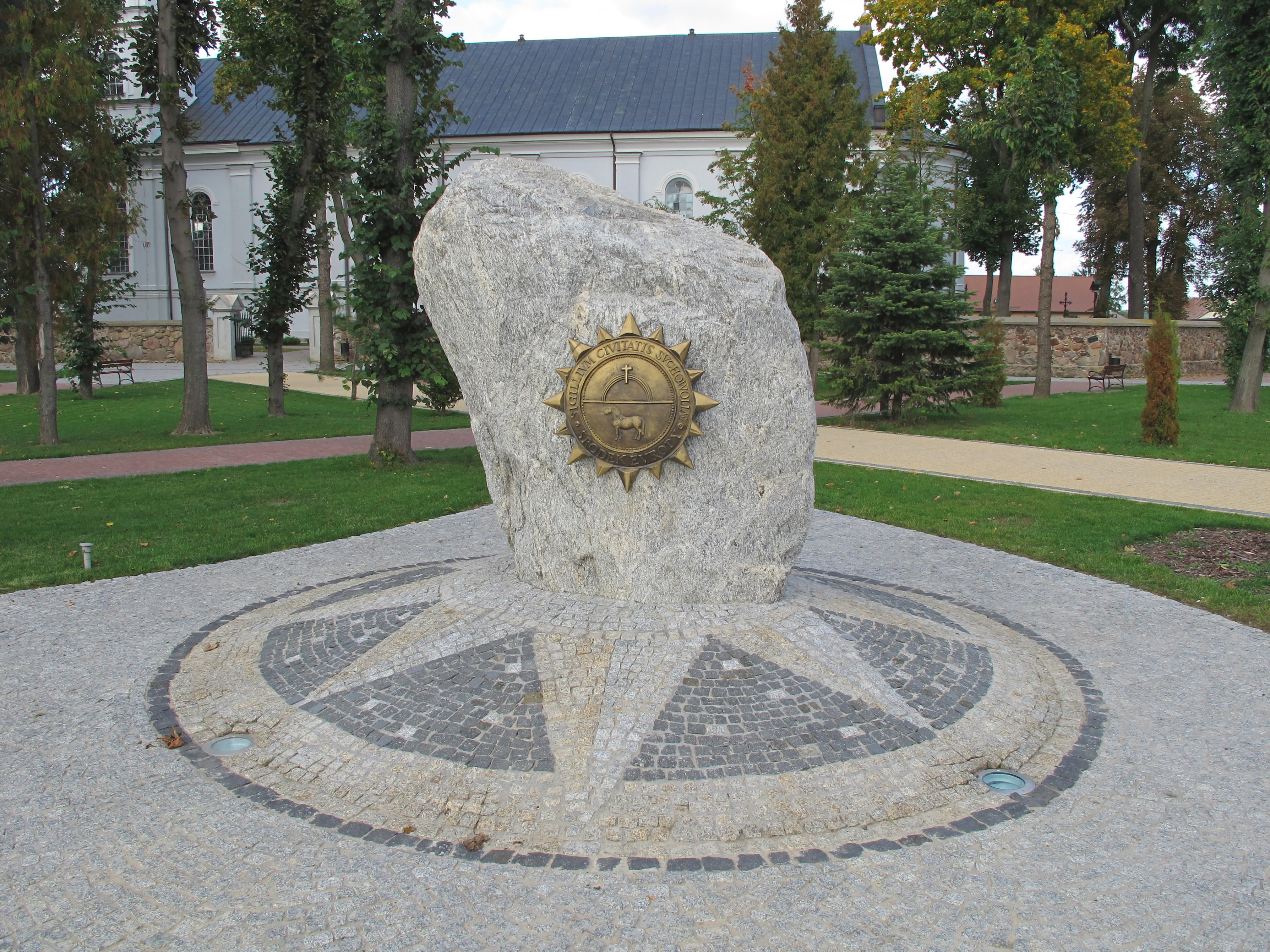
Bloco errático com a inscrição “Centro geográfico da Europa”

Uma cidade real com uma herança cultural nas terras reais de Grodno, esteve localizada no final do século XVIII no condado de Grodno da voivodia de Troki. Nos anos 1975–1998 a cidade pertenceu administrativamente à voivodia de Białystok.
Fundado como uma vila real no século XVI durante o assentamento da floresta real de Nowodworska. Seu nome está associado à palavra suchym korzeniu, ou seja, fundação de uma vila em um local anteriormente subdesenvolvido e desabitado, e também — wola — um privilégio usado na Idade Média para os colonos se estabelecerem em um novo local, permitindo-lhes usar a terra do Senhor sem pagar taxas apropriadas. Desenvolveu-se como uma vila na rota comercial da Mazóvia até Grodno. Nos séculos XVII e XVIII, desenvolveu-se o comércio de grãos, gado e cavalos. O desenvolvimento da cidade foi influenciado pelos tártaros que vestiam couro e os judeus que lidavam com comércio e artesanato. Em 1777 Suchowola recebeu direitos de cidade, retirados em 1950. Em 1 de janeiro de 1997, recebeu novamente o estatuto de cidade.
Em 1775, o cartógrafo e astrônomo real Szymon Sobierajski descreveu Suchowola como um lugar onde as linhas que ligam os pontos mais distantes da Europa se cruzam. Desde então, Suchowola é considerada o centro geográfico da Europa. No parque, há uma pedra e uma placa simbolizando esse fato.
No outono de 1941, os alemães criaram um gueto para a população judaica em Suchowola. Além dos judeus locais, cerca de 2 600 judeus de Dąbrowa Białostocka, Janów, Jasionówka, Korycin, Lipsk, Nowy Dwór e Sidra também foram enviados para lá. No total, cerca de 5 000 pessoas passaram pelo gueto. Em 2 de novembro de 1942, o gueto foi liquidado e seus habitantes foram transportados para o campo de trânsito em Kiełbasin, perto de Grodno. Eles morreram no campo de extermínio em Treblinka.
Existe uma Banda Juvenil do Complexo Escolar de Suchowola (criada em 1959), vencedora de vários prêmios e distinções nacionais e internacionais.

## Demografia
Conforme os dados do Escritório Central de Estatística da Polônia (GUS) de 31 de dezembro de 2024, Suchowola é uma cidade muito pequena com uma população de 2 015 habitantes (31.º lugar na voivodia da Podláquia e 862.º na Polônia), tem uma área de 26,0 km² (13.º lugar na voivodia da Podláquia e 228.º lugar na Polônia) e uma densidade populacional de 78 hab./km² (36.º lugar na voivodia da Podláquia e 986.º lugar na Polônia). Nos anos 2002–2024, o número de habitantes diminuiu 11,6%.
Os habitantes de Suchowola constituem cerca de 3,31% da população do condado de Sokółka, constituindo 0,18% da população da voivodia da Podláquia.
| Descrição                         | Total      | Total    | Mulheres   | Mulheres | Homens     | Homens   |
| --------------------------------- | ---------- | -------- | ---------- | -------- | ---------- | -------- |
| unidade                           | habitantes | %        | habitantes | %        | habitantes | %        |
| população                         | 2 015      | 100      | 1 026      | 50,9     | 989        | 49,1     |
| superfície                        | 26,0 km²   | 26,0 km² | 26,0 km²   | 26,0 km² | 26,0 km²   | 26,0 km² |
| densidade populacional (hab./km²) | 78         | 78       | 39,7       | 39,7     | 38,3       | 38,3     |

## Monumentos históricos e atrações turísticas

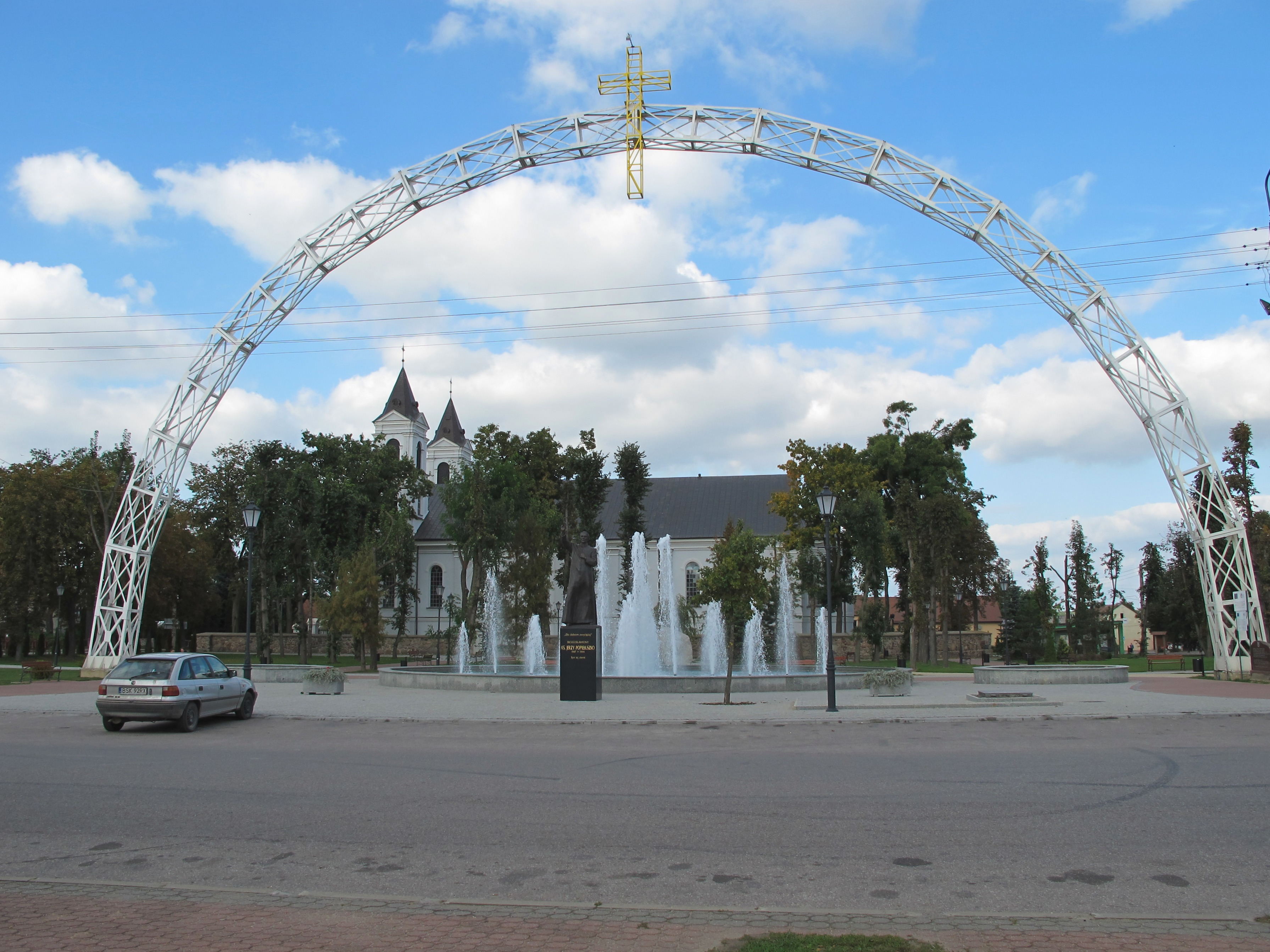
Arco papal de aço com uma estrutura ao ar livre

- Igreja paroquial classicista dos Santos Apóstolos Pedro e Paulo, 1884–1885 (anteriormente uma igreja de madeira com o mesmo nome, financiada por Sigismundo II Augusto, foi fundada neste local);[13]
- Moinho de vento holandês de madeira, início do século XX;
- Vários edifícios dos séculos XIX/XX;
- Bloco errático e uma placa informando sobre a concessão do título de “Centro geográfico da Europa”
- Arco papal de aço com uma estrutura ao ar livre — um elemento do altar de campo no aeroporto de Krywlany em Białystok durante a visita do Papa João Paulo II em 1991.[14]
- Casa paroquial histórica do século XIX

## Transportes
As seguintes estradas passam pela cidade:
- : Helsinque — Kowno — Varsóvia — Praga,
- : Kudowa-Zdrój — Breslávia — Varsóvia — Białystok — Suwałki — Budzisko